# Clube Desportivo da Cova da Piedade
O Clube Desportivo Cova da Piedade é um clube sediado na freguesia da Cova da Piedade, Município de Almada, Portugal. Ganhou a III Divisão em duas ocasiões, uma delas logo na primeira edição da prova, em 1947/48, sendo o seu maior feito a subida à 2ª Liga em 2015/16.

## História
Foi fundado a 28 de Janeiro de 1947. A fundação do  Clube Desportivo da Cova da Piedade resultou da fusão entre o União Piedense Futebol Clube (também conhecido pelo epíteto de “Espanhóis”, devido às cores do seu equipamento), fundado em 09/04/1914 e o Sporting Clube Piedense. O seu atual presidente é Paulo Veiga, desde 2015.
Em 2017/18 conseguiu alcançar os quartos de final na Taça de Portugal, algo que foi histórico já que os piedenses nunca tinham chegado tão longe nesta prova. Nesta época alcançou a melhor classificação da sua história ao ficar em 9º lugar na Segunda Liga. Em 20 de Outubro de 2018, eliminou o Portimonense da Taça de Portugal.
Em 2015/16 disputou o Campeonato de Portugal (CPP), onde na primeira fase ganhou a série H, e consumou a subida à Segunda Liga na segunda fase, ao ganhar a zona Sul de promoção a duas jornadas do fim. Tratou-se de uma subida histórica, já que os piedenses nunca antes haviam garantido uma vaga nos campeonatos profissionais, três épocas depois de chegar ao CPP.
Na época 2020/21 disputou a Segunda Liga Portuguesa, a Taça da Liga e a Taça de Portugal com a sua equipa principal, o clube está também presente na Liga Revelação coma sua equipa sub 23 e ainda na primeira divisão distrital da AF Setúbal com a sua equipa B.
No fim dessa temporada o Cova da Piedade não apresentou documentação de licenciamento válida para disputar a época 2021/22 da Liga Portugal 2, pelo que foi punido pela Liga Portuguesa de Futebol Profissional com a despromoção direta à Liga 3.
Na temporada seguinte, e apesar de garantir a permanência, o clube é novamente despromovido administrativamente por falhar os prazos de inscrição na Liga 3 e também para no Campeonato de Portugal (4.ª divisão). Após um interregno de uma época sem competir em qualquer escalão culminando na insolvência da SAD, o clube vê-se obrigado a recomeçar na 2ª divisão da distrital de Setúbal na época de 2023/24.
Para além do futebol, o clube possui as modalidades de Futsal, Natação e Goalball.

## Divergências Clube e SAD
Após a subida do Clube Desportivo da Cova da Piedade à 2ª Liga Portuguesa, foi criada uma Sociedade Anónima Desportiva (SAD) para representar o clube, detida por investidores chineses.
Passados as primeiras épocas desta relação e a consequente estabilização do clube na Segunda Liga, começaram a surgir divergências entre as duas entidades, culminando com o episódio ocorrido no dia 8 de Julho de 2019, em que a equipa principal do clube foi impedida de treinar no Estádio Municipal José Martins Vieira, devido a alegadas dividas da SAD para com o clube, que levaram a que esta situação ocorresse.
Num comunicado emitido pelo clube no dia 26 de Julho de 2019, o clube acusa a SAD de dividas a rondar os 750 mil euros, devido a vários tópicos incluindo vendas de jogadores ou a subsídios da FPF.
No dia 13 de Agosto de 2019, o clube emitiu um comunicado a dar conta que chegou a acordo com a SAD para permitir a utilização do Estádio Municipal José Martins Vieira, por parte, das equipas de Sub-23 e Principal para a época 2019/20, garantindo assim que a SAD irá desta forma, disputar, as provas dos campeonatos profissionais no seu estádio.

## Estádio
O seu estádio é o Estádio Municipal José Martins Vieira que tem um capacidade para 2 230 espectadores, sendo todos eles sentados. Este estádio tem relva natural.
A 1 de Junho de 2019 recebeu um jogo de homenagem ao roupeiro do Sporting CP - Paulinho, que contou com a presença de algumas figuras históricas do mesmo clube.

## Classificações
Nota: Últimas dezasseis épocas
Referências gerais -
| Época     | Nível        | Divisão                         | Classificação                   | Taça de Portugal[carece de fontes?] | Taça da Liga             |
| --------- | ------------ | ------------------------------- | ------------------------------- | ----------------------------------- | ------------------------ |
| 2006/2007 | 4            | III Divisão                     | 8º (série F)                    | 1E                                  | Não existia a competição |
| 2007/2008 | 4            | III Divisão                     | 2º (2ª fase manutenção/série F) | 4E                                  | Não elegível             |
| 2008/2009 | 4            | III Divisão                     | 4º (fase subida/série F)        | 2E                                  | Não elegível             |
| 2009/2010 | 4            | III Divisão                     | 3º (fase subida/série F)        | 1E                                  | Não elegível             |
| 2010/2011 | 4            | III Divisão                     | 5º (fase manutenção)            | 2E                                  | Não elegível             |
| 2011/2012 | 5            | 1ª Divisão AF Setúbal           | 5º                              | Não elegível                        | Não elegível             |
| 2012/2013 | 5            | 1ª Divisão AF Setúbal           | 1º                              | Não elegível                        | Não elegível             |
| 2013/2014 | 3            | Campeonato Nacional de Seniores | 5º (na fase manutenção)         | 4E                                  | Não elegível             |
| 2014/2015 | 3            | Campeonato Nacional de Seniores | 3º (3º na fase manutenção)      | 3E                                  | Não elegível             |
| 2015/2016 | 3            | Campeonato de Portugal          | 1º (1º na fase subida/zona)     | 4E                                  | Não elegível             |
| 2016/2017 | 2            | Segunda Liga                    | 16º                             | 4E                                  | 2F                       |
| 2017/2018 | 2            | Segunda Liga                    | 9º                              | QF                                  | 2F                       |
| 2018/2019 | 2            | Segunda Liga                    | 13º                             | 4E                                  | 1F                       |
| 2019/2020 | 2            | Segunda Liga                    | 17º                             | 3E                                  | 1F                       |
| 2020/2021 | 2            | Segunda Liga                    | 11º                             | 4E                                  | Não elegível             |
| 2021/2022 | 3            | Liga 3                          |                                 | 2E                                  | Não elegível             |
| 2022/2023 | Não competiu | Não competiu                    | Não competiu                    | Não competiu                        | Não competiu             |
| 2023/2024 | 6            | 2ª Divisão AF Setúbal           | 7º                              | Não elegível                        | Não elegível             |

* No Campeonato Nacional Seniores os primeiros 2 classificados fazem um play-off de promoção com os restantes 2 classificados das restantes series e os últimos 8 fazem um play-off de despromoção com os restantes últimos 8 das restantes series.
Na época 2019/20 a Segunda Liga foi interrompida devido à pandemia da COVID-19, sendo o clube despromovido ao Campeonato de Portugal. No entanto, devido ao chumbo financeiro do Clube Desportivo das Aves e do Vitória Futebol Clube, o clube acabou repescado avançando para a sua 5ª temporada na Segunda Liga.

## Títulos do clube
- III Divisão: 2
  - 1947/48, 1970/71;[13]
- AF Setubal 1ª Divisão:
  - 1947/48, 1993/94, 2005/06, 2012/13
- Campeonato de Portugal: 1 
  - 2015/16

## Títulos das camadas jovens
- AF Setúbal Juniores A 1ª Divisão (Sub 19): 2
  - 2004/05, 2013/14
- AF Setúbal Juniores B 1ª Divisão (Sub 17): 3
  - 2002/03, 2010/11, 2018/19
- AF Setúbal Juniores B 2ª Divisão (Sub 17): 1
  - 2018/19 [B]
- AF Setúbal Juniores C 1ª Divisão (Sub 15): 3
  - 2008/09, 2012/3, 2016/17
- AF Setúbal Juniores C 2ª Divisão (Sub 15): 1
  - 2017/18 [B]
- AF Setúbal Juniores C 3ª Divisão (Sub 15): 1
  - 2014/15 [B]